# 남해 임진성
남해 임진성(南海 壬辰城)은 대한민국 경상남도 남해군 남면 상가리에 있는 성이다. 1974년 12월 28일 경상남도의 기념물 제20호 임진성으로 지정되었다가, 2018년 12월 20일 현재의 명칭으로 변경되었다.
연중무휴로 상시 개방되어있다.

## 개요
임진성은 민보성(民堡城)이라 부르기도 하는데, 임진왜란 때 왜적을 막기 위하여 군, 관, 민이 힘을 합쳐 쌓았다하여 붙여진 이름이다.
남해도의 평산포 북쪽에 뻗은 낮은 구릉에 돌을 이용하여 둘레 286m의 작은 규모로 쌓은 산성으로, 동쪽과 서쪽에 문을 내었는데, 현재는 동문터만 남아 있다. 성 안에는 우물터가 있으며, 성벽의 바깥으로는 주변에 물길을 돌린(해자) 흔적이 있고, 옛날에는 성루, 훈병사, 감시사, 망대, 서당들도 있었다고 전해온다.
조선 초기에는 왜구의 침입이 예상되어 관리를 파견하여 지켰던 곳이었으나, 16세기중엽 이후부터는 지방 주민들이 유사시에 피난하는 곳으로 이용되었다. 현존하는 성벽의 남쪽 동문터와 서문터 사이의 173m는 최근 보수 공사를 거친 것이다.

## 참고 자료
- 임진성 - 국가유산청 국가유산포털